# Insane Cephalic Production
Insane Cephalic Production är det franska brutal death metal-bandet Benighteds tredje studioalbum, utgivet i februari 2004 på Adipocere Records och i remastrad version på Osmose Productions i januari 2009.
Ny i bandet var basisten Rémy Aubrespin. 
En musikvideo spelades in till "Foetus", bandets första.

## Låtlista
1. "Bestial Breeding" – 3:49
2. "Stay Brutal" – 2:59
3. "Foetus" – 3:05
4. "Deviant" – 4:02
5. "Puerperal Cannibalism" – 3:47
6. "Self-Proclaimed God" – 3:34
7. "Dementia (The Precocious Symptoms of Mental Perversion)" – 1:21
8. "Phlebotomized" – 4:06
9. "Insane Cephalic Production" – 3:34
10. "Insomnies" – 4:46

Bonusspår på nyutgåvan från 2009
1. "Banished" – 3:18
2. "Running Man" (Raised Fist-cover) – 1:48

## Medverkande
Musiker
- Julien Truchan – sång
- Olivier Gabriel – gitarr
- Liem N'Guyen – gitarr
- Rémy Aubrespin – basgitarr
- Fred Fayolle – trummor

Bidragande musiker
- Michaël Rignanese – sång
- Kristian Kohlmannslehner – gitarr

Produktion
- Kristian Kohlmannslehner – producent, inspelningstekniker, mixning
- Philippe Tchekemian – mastering
- Lionel Levasseur – mastering
- Nicolas Bonniel – albumkonst, logotyp